# Жан Сорель
Жан Сорель (фр. Jean Sorel, справжнє ім'я Жан де Комбо-Рокбрюн (фр. Jean de Combault-Roquebrune; нар. 25 вересня 1934) — французький кіноактор. Знімався також в італійському, іспанському кіно та на телебаченні.

## Життєпис
Жан де Комбо-Рокбрюн народився 25 вересня 1934 року в Марселі. Нащадок знатного і старовинного французького роду. Його батько, Гійом Луї Антуан, з 1940 року був в Опорі, брав участь у висадці союзних військ в Нормандії і загинув 4 вересня 1944 року у Сеннсе-ле-Гран; посмертно йому було присвоєно звання капітана.
Навчаючись в Еколь Нормаль Супер'єр (фр. École normale supérieure) Жан Сорель вперше спробував себе в акторській ролі, виступивши на театральній сцені. Був призваний до армії та у 1957–1959 роках брав участь у війні в Алжирі. Після повернення до Франції закінчив курси дикції і у 1959 році дебютував в кіно, знявшись у фільмі «Я прийду плюнути на ваші могили» (1959) режисера Мішеля Гаста.
У 1950-1960-х роках знімався у фільмах таких відомих режисерів як Луїс Бунюель, Роже Вадим, Діно Різі, Лукіно Вісконті, Карло Ліццані, Сідні Люмета. Грав у театрі та на телебаченні.
У 2003 Жан Сорель входив до складу журі 3-го Міжнародного кінофестивалю комедійних фільмів у Монте-Карло.
У 1962 році одружився з італійською акторкою Анною-Марією Ферреро, яка після шлюбу покинула акторську кар'єру.

## Обрана фільмографія

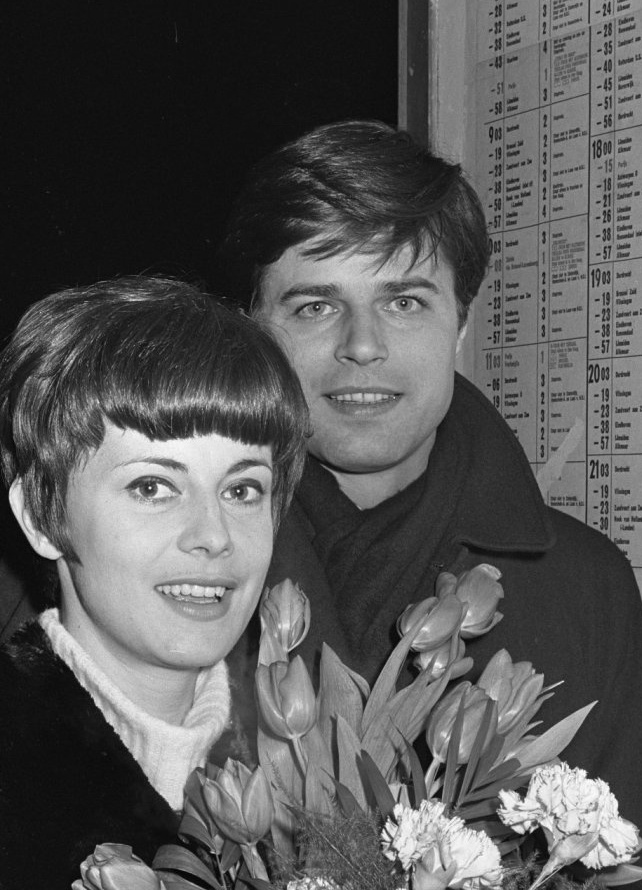
Жан Сорель з Анною-Марією Ферреро у 1966 р.

- 1959 — Я прийду плюнути на ваші могили / — Елмер
- 1961 — Безглуздий день / Ça s'est passé à Rome — Давид
- 1961 — Амелі або Час кохати / Amélie ou le temps d'aimer — Алан
- 1962 — Чотири дні Неаполя / Le Quattro giornate di Napoli — Ліворнец
- 1962 — Вид з мосту / Vu du pont — Родольфо
- 1963 — Жерміналь / Germinal — Етьєн Лантьє
- 1963 — Мороз по шкірі / Chair de poule — Поль Жене
- 1964 — Карусель / La Ronde — Граф
- 1965 — Лялечки / Le bambole — Вінченцо
- 1965 — Туманні зірки Великої Ведмедиці / Vaghe stelle dell'Orsa — Джанні
- 1965 — Зроблено в Італії / À l'italienne — Орландо
- 1966 — Феї
- 1967 — Денна красуня / Belle de jour — П'єр Серізі
- 1967 — Убий мене швидше, мені холодно / Tue-moi vite, j'ai froid — Франко
- 1968 — Ніжні руки Дебори / L'Adorable corps de Deborah — Марсель
- 1968 — Аделаїда / Adélaïde — Фредерік Корно
- 1969 — Ательє моделей / Model Shop — Секретар
- 1969 — Одна на другій / Una sull'altra — Доктор Жорж Дюм'єр
- 1970 — Параноя / Paranoia — Моріс Саваж
- 1971 — Ящірка в жіночій шкірі / Una lucertola con la pelle di donna — Френк Гаммонд
- 1971 — Коротка ніч скляних ляльок / Je suis vivant! — Грегорі Мур
- 1973 — День Шакала / The Day of the Jackal — Бастьєн-Тьєрі
- 1977 — Діти з шафи / Les Enfants du placard — Берлу
- 1979 — Сестри Бронте / Les Sœurs Brontë — Лейланд
- 1979 — Народження дня / La naissance du jour — Віаль
- 1981 — Крила голубки / Les Ailes de la colombe — Лукірш
- 1982 — Бонні і Клайд по-італійськи / Les Aventures de Miss Catastrophe — Капітан
- 1986 — Вулична дівка / Rosa la rose, fille publique — Жильбер
- 1987 — Буркотун/ Il Burbero — Джуліо Макіавеллі
- 1991 — Мільйони / Miliardi — Лео Феретті
- 1997 — Пустеля у вогні (серіал) / Le désert de feu — Міллер